# Flughafen Pune

i8
i11
i13
Der ca. 592 m hoch gelegene Flughafen Pune (englisch Pune International Airport, IATA-Code: PNQ, ICAO-Code: VAPO) liegt etwa 10 km nordöstlich der Millionenstadt und Wirtschaftsmetropole Pune im indischen Bundesstaat Maharashtra.

## Geschichte
Die Geschichte des Flughafens begann mit der Errichtung einer Royal Air Force-Station im Jahr 1939. Nach der Unabhängigkeit Indiens (1947) wurde diese von der indischen Luftwaffe übernommen. Seit dem Jahr 2005 besitzt er einen internationalen Status.
Aufgrund von Bürgerprotesten verzögert sich die Fertigstellung eines neuen Flughafens (Chhatrapati Sambhaji Raje International Airport) beim ca. 45 km (Fahrtstrecke) südöstlich gelegenen Ort Purandar.

## Flugverbindungen
Derzeit betreiben mehrere indische Fluggesellschaften mehrmals tägliche Flüge nach Delhi, Bangalore, Nagpur, Hyderabad, Ahmedabad, Chennai u. a.; darüber hinaus gibt es mehrmals wöchentliche Flüge zu zahlreichen anderen Zielen in Indien. Internationale Flüge wurden wegen der COVID-19-Pandemie zeitweise ausgesetzt.

## Sonstiges
Der Flughafen wird von der Airports Authority of India betrieben und teilt sich die beiden mit ILS ausgestatteten Start- und Landebahnen mit dem Luftwaffenstützpunkt Lohegaon Air Force Station.